# OR5AR1
OR5AR1 (англ. Olfactory receptor family 5 subfamily AR member 1 (gene/pseudogene)) – білок, який кодується однойменним геном, розташованим у людей на короткому плечі 11-ї хромосоми. Довжина поліпептидного ланцюга білка становить 310 амінокислот, а молекулярна маса — 34 815.
| 10         |  | 20         |  | 30         |  | 40         |  | 50         |
| ---------- |  | ---------- |  | ---------- |  | ---------- |  | ---------- |
| MDKENSSMVT |  | EFIFMGITQD |  | PQMEIIFFVV |  | FLIVYLVNVV |  | GNIGMIILIT |
| TDTQLHTPMY |  | FFLCNLSFVD |  | LGYSSAIAPR |  | MLADFLTNHK |  | VISFSSCATQ |
| FAFFVGFVDA |  | ECYVLAAMAY |  | GRFVAICRPL |  | HYSTFMSKQV |  | CLALMLGSYL |
| AGLVSLVAHT |  | TLTFSLSYCG |  | SNIINHFFCE |  | IPPLLALSCS |  | DTYISEILLF |
| SLCGFIEFST |  | ILIIFISYTF |  | ILVAIIRMRS |  | AEGRLKAFST |  | CGSHLTGITL |
| FYGTVMFMYL |  | RPTSSYSLDQ |  | DKWASVFYTV |  | IIPMLNPLIY |  | SLRNKDVKAA |
| FKKLIGKKSQ |  |            |  |            |  |            |  |            |

A: Аланін

C: Цистеїн

D: Аспарагінова кислота

E: Глутамінова кислота

F: Фенілаланін

G: Гліцин

H: Гістидин

I: Ізолейцин

K: Лізин

L: Лейцин

M: Метіонін

N: Аспарагін

P: Пролін

Q: Глутамін

R: Аргінін

S: Серин

T: Треонін

V: Валін

W: Триптофан

Кодований геном білок за функціями належить до рецепторів, g-білокспряжених рецепторів, білків внутрішньоклітинного сигналінгу. 
Локалізований у клітинній мембрані, мембрані.